# 여행 및 관광 경쟁력 보고서
여행 및 관광 경쟁력 보고서(Travel and Tourism Competitiveness Report)는 세계 경제 포럼(WEF)이 2007년 처음 출간한 보고서이다. 124개 주요 및 신흥 경제국을 대상으로 처음 시작하였다가 2008년에는 130개국, 2009년에는 133개국, 2011년에는 139개국으로 확장되었다.

## 2021 순위

### 상위 30개국
1. 일본 5.2
2. 미국 5.2
3. 스페인 5.2
4. 프랑스 5.1
5. 독일 5.1
6. 스위스 5
7. 오스트레일리아 5
8. 영국 5
9. 싱가포르 5
10. 이탈리아 4.9
11. 오스트리아 4.9
12. 중국 4.9
13. 캐나다 4.9
14. 네덜란드 4.9
15. 대한민국 4.8
16. 포르투갈 4.8
17. 덴마크 4.7
18. 핀란드 4.7
19. 홍콩 4.6
20. 스웨덴 4.6
21. 룩셈부르크 4.6
22. 벨기에 4.6
23. 아이슬란드 4.5
24. 아일랜드 4.5
25. 아랍에미리트 4.5
26. 체코 4.5
27. 뉴질랜드 4.5
28. 그리스 4.5
29. 에스토니아 4.4
30. 폴란드 4.4

## 2019 순위

### 상위 30개국
1. 스페인 5.4
2. 프랑스 5.4
3. 독일 5.4
4. 일본 5.4
5. 미국 5.3
6. 영국 5.2
7. 오스트레일리아 5.1
8. 이탈리아 5.1
9. 캐나다 5.1
10. 스위스 5.0
11. 오스트리아 5.0
12. 포르투갈 4.9
13. 중국 4.9
14. 홍콩 4.8
15. 네덜란드 4.8
16. 대한민국 4.8
17. 싱가포르 4.8
18. 뉴질랜드 4.7
19. 멕시코 4.7
20. 스웨덴 4.6
21. 덴마크 4.6
22. 노르웨이 4.6
23. 룩셈부르크 4.6
24. 벨기에 4.5
25. 그리스 4.5
26. 아일랜드 4.5
27. 크로아티아 4.5
28. 핀란드 4.5
29. 말레이시아 4.5
30. 아이슬란드 4.5

## 2017 순위

### 상위 30개국
1. 스페인 5.43
2. 프랑스 5.32
3. 독일 5.28
4. 일본 5.26
5. 영국 5.20
6. 미국 5.12
7. 오스트레일리아 5.10
8. 이탈리아 4.99
9. 캐나다 4.97
10. 스위스 4.94
11. 홍콩 4.86
12. 오스트리아 4.86
13. 싱가포르 4.85
14. 포르투갈 4.74
15. 중국 4.72
16. 뉴질랜드 4.68
17. 네덜란드 4.64
18. 노르웨이 4.64
19. 대한민국 4.57
20. 스웨덴 4.55
21. 벨기에 4.54
22. 멕시코 4.54
23. 아일랜드 4.53
24. 그리스 4.51
25. 아이슬란드 4.50
26. 말레이시아 4.50
27. 브라질 4.49
28. 룩셈부르크 4.49
29. 아랍에미리트 4.49
30. 대만 4.47

## 2015 순위

### 상위 30개국
1. 스페인 5.31
2. 프랑스 5.24
3. 독일 5.22
4. 영국 5.12
5. 미국 5.12
6. 스위스 4.99
7. 오스트레일리아 4.98
8. 이탈리아 4.98
9. 일본 4.94
10. 캐나다 4.92
11. 싱가포르 4.86
12. 오스트리아 4.82
13. 홍콩 4.68
14. 네덜란드 4.67
15. 포르투갈 4.64
16. 뉴질랜드 4.64
17. 중국 4.54
18. 아이슬란드 4.54
19. 아일랜드 4.53
20. 노르웨이 4.52
21. 벨기에 4.51
22. 핀란드 4.47
23. 스웨덴 4.45
24. 아랍에미리트 4.43
25. 말레이시아 4.41
26. 룩셈부르크 4.38
27. 덴마크 4.38
28. 브라질 4.37
29. 대한민국 4.37
30. 멕시코 4.36
31. 그리스 4.36

## 2013 순위

### 상위 30개국
1. 스위스 5.66
2. 독일 5.39
3. 오스트리아 5.39
4. 스페인 5.38
5. 영국 5.38
6. 미국 5.32
7. 프랑스 5.31
8. 캐나다 5.28
9. 스웨덴 5.24
10. 싱가포르 5.23
11. 오스트레일리아 5.17
12. 뉴질랜드 5.17
13. 네덜란드 5.14
14. 일본 5.13
15. 홍콩 5.11
16. 아이슬란드 5.10
17. 핀란드 5.10
18. 벨기에 5.04
19. 아일랜드 5.01
20. 포르투갈 5.01
21. 덴마크 4.98
22. 노르웨이 4.95
23. 룩셈부르크 4.93
24. 몰타 4.92
25. 대한민국 4.91
26. 이탈리아 4.90
27. {{bar{{{2}}}0|{{{1}}}}}{{bar{{{3}}}|{{{1}}}}} 4.88
28. 아랍에미리트 4.86
29. 키프로스 4.84
30. 에스토니아 4.82

## 2011 순위

### 상위 30개국
1. 스위스 5.68
2. 독일 5.60
3. 오스트리아 5.41
4. 프랑스 5.41
5. 스웨덴 5.34
6. 미국 5.30
7. 영국 5.30
8. 스페인 5.29
9. 캐나다 5.29
10. 싱가포르 5.23
11. 아이슬란드 5.19
12. 홍콩 5.19
13. 오스트레일리아 5.15
14. 네덜란드 5.13
15. 룩셈부르크 5.08
16. 덴마크 5.05
17. 핀란드 5.02
18. 포르투갈 5.01
19. 뉴질랜드 5.00
20. 노르웨이 4.98
21. 아일랜드 4.98
22. 일본 4.94
23. 벨기에 4.92
24. 키프로스 4.89
25. 에스토니아 4.88
26. 몰타 4.88
27. 이탈리아 4.87
28. {{bar{{{2}}}0|{{{1}}}}}{{bar{{{3}}}|{{{1}}}}} 4.84
29. 그리스 4.78
30. 아랍에미리트 4.78

### 대륙별 상위 10 순위
| 1. 아랍에미리트 4.78 (30) 2. 바레인 4.47 (40) 3. 카타르 4.45 (42) 4. 이스라엘 4.41 (46) 5. 오만 4.18 (61) 6. 사우디 아라비아 4.17 (62) 7. 요르단 4.14 (64) 8. 레바논 4.03 (70) | 1. 미국 5.30 (6) 2. 캐나다 5.29 (9) 3. 바베이도스 4.84 (28) 4. 멕시코 4.43 (43) 5. 코스타리카 4.43 (44) 6. 푸에르토리코 4.42 (45) 7. 브라질 4.36 (52) 8. 파나마 4.30 (56) 9. 칠레 4.27 (57) 10. 우루과이 4.24 (58) | 1. 싱가포르 5.23 (10) 2. 홍콩 5.19 (12) 3. 오스트레일리아 5.15 (13) 4. 뉴질랜드 5.00 (19) 5. 일본 4.94 (22) 6. 대한민국 4.71 (32) 7. 말레이시아 4.59 (35) 8. 대만 4.56 (37) 9. 중국 4.47 (39) 10. 타이 4.47 (41) |

| 1. 모리셔스 4.35 (53) 2. 남아프리카 공화국 4.11 (66) 3. 나미비아 3.84 (84) 4. 카보베르데 3.77 (89) 5. 보츠와나 3.74 (91) 6. 감비아 3.70 (92) 7. 르완다 3.54 (102) 8. 케냐 3.51 (103) 9. 세네갈 3.49 (104) 10. 가나 3.44 (108) | 1. 스위스 5.68 (1) 2. 독일 5.50 (2) 3. 프랑스 5.41 (3) 4. 오스트리아 5.41 (4) 5. 스웨덴 5.34 (5) 6. 영국 5.30 (7) 7. 스페인 5.29 (8) 8. 아이슬란드 5.19 (11) 9. 네덜란드 5.13 (14) 10. 룩셈부르크 5.08 (15) |

## 2009 순위

### 상위 20개국
1. 스위스 5.68
2. 오스트리아 5.46
3. 독일 5.41
4. 프랑스 5.34
5. 캐나다 5.32
6. 스페인 5.29
7. 스웨덴 5.28
8. 미국 5.28
9. 오스트레일리아 5.24
10. 싱가포르 5.24
11. 영국 5.22
12. 홍콩 5.18
13. 네덜란드 5.09
14. 덴마크 5.08
15. 핀란드 5.07
16. 아이슬란드 5.07
17. 포르투갈 5.01
18. 아일랜드 4.99
19. 노르웨이 4.97
20. 뉴질랜드 4.94

### 대륙별 상위 10 순위
| 1. 아랍에미리트 4.57 (33) 2. 이스라엘 4.50 (36) 3. 카타르 4.49 (37) 4. 모리셔스 4.43 (40) 5. 바레인 4.42 (41) 6. 튀니지 4.37 (44) 7. 요르단 4.25 (54) 8. 남아프리카 공화국 4.10 (61) 9. 이집트 4.09 (64) 10. 오만 4.01 (68) | 1. 캐나다 5.32 (5) 2. 미국 5.28 (8) 3. 바베이도스 4.77 (30) 4. 코스타리카 4.42 (42) 5. 브라질 4.35 (45) 6. 멕시코 4.29 (51) 7. 푸에르토리코 4.27 (53) 8. 파나마 4.23 (55) 9. 칠레 4.18 (57) 10. 자메이카 4.13 (60) | 1. 오스트레일리아 5.24 (9) 2. 싱가포르 5.24 (10) 3. 홍콩 5.18 (12) 4. 뉴질랜드 4.94 (20) 5. 일본 4.91 (25) 6. 대한민국 4.72 (31) 7. 말레이시아 4.71 (32) 8. 타이 4.45 (39) 9. 대만 4.40 (43) 10. 중국 4.33 (47) | 1. 스위스 5.68 (1) 2. 오스트리아 5.46 (2) 3. 독일 5.41 (3) 4. 프랑스 5.34 (4) 5. 스페인 5.29 (6) 6. 스웨덴 5.28 (7) 7. 영국 5.22 (11) 8. 네덜란드 5.09 (13) 9. 덴마크 5.08 (14) 10. 핀란드 5.07 (15) |

## 2008 순위

### 상위 20개국
1. 스위스 5.63
2. 오스트리아 5.43
3. 독일 5.41
4. 오스트레일리아 5.34
5. 스페인 5.30
6. 영국 5.28
7. 미국 5.28
8. 스웨덴 5.27
9. 캐나다 5.26
10. 프랑스  5.23
11. 아이슬란드 5.16
12. 핀란드 5.11
13. 덴마크 5.10
14. 홍콩 5.09
15. 포르투갈 5.09
16. 싱가포르 5.06
17. 노르웨이 5.05
18. 네덜란드 5.01
19. 뉴질랜드 4.96
20. 룩셈부르크 4.95

### 대륙별 상위 10 순위
| 1. 튀니지 4.41 (39) 2. 모리셔스 4.38 (41) 3. 남아프리카 공화국 4.11 (60) 4. 이집트 3.96 (66) 5. 모로코 3.91 (67) 6. 감비아 3.67 (84) 7. 보츠와나 3.65 (87) 8. 탄자니아 3.65 (88) 9. 나미비아 3.59 (93) 10. 케냐 3.53 (101) | 1. 미국 5.28 (7) 2. 캐나다 5.26 (9) 3. 바베이도스 4.77 (29) 4. 코스타리카 4.35 (44) 5. 푸에르토리코 4.34 (46) 6. 브라질 4.29 (49) 7. 파나마 4.29 (50) 8. 칠레 4.27 (51) 9. 멕시코 4.18 (55) 10. 자메이카 4.18 (57) | 1. 홍콩 5.09 (14) 2. 싱가포르 5.06 (16) 3. 일본 4.90 (23) 4. 대한민국 4.68 (31) 5. 말레이시아 4.63 (32) 6. 이스라엘 4.51 (35) 7. 카타르 4.44 (37) 8. 아랍에미리트 4.39 (40) 9. 타이 4.37 (42) 10. 바레인 4.29 (48) | 1. 스위스 5.63 (1) 2. 오스트리아 5.43 (2) 3. 독일 5.41 (3) 4. 스페인 5.30 (5) 5. 영국 5.28 (6) 6. 스웨덴 5.27 (8) 7. 프랑스 5.23 (10) 8. 아이슬란드 5.16 (11) 9. 핀란드 5.11 (12) 10. 덴마크 5.10 (13) |

#### 상위 2 오세아니아
1. 오스트레일리아 5.34 (4)
2. 뉴질랜드 4.96 (19)